# Clovis (Kalifornien)
Clovis ist eine Stadt im US-Bundesstaat Kalifornien und County Seat im Fresno County. Das U.S. Census Bureau ermittelte bei der Volkszählung 2020 eine Einwohnerzahl von 120.124.

## Geographie
Das Stadtgebiet hat eine Größe von 44,3 km². Clovis liegt am nordöstlichen Rand von Fresno, auf halber Strecke zwischen San Francisco und Los Angeles im fruchtbaren San Joaquin Valley am Fuß der Sierra Nevada.

## Geschichte
Am 27. Februar 1912 erhielt der Ort den Status einer City.

## Persönlichkeiten

### Söhne und Töchter der Stadt
- Karen McNally (1940–2014), Geophysikerin
- Chris Colfer (* 1990), Schauspieler, Autor und Drehbuchautor
- Eric Kendricks (* 1992), American-Football-Spieler
- Dane Erikstrup (* 2003), dänisch-US-amerikanischer Basketballspieler
- Alysa Liu (* 2005), Eiskunstläuferin

### Personen, die mit der Stadt in Verbindung stehen
- Harry Balfe (1860–1944), Unternehmer, erwarb die „Balfe-Ranch“, die er später an den Schauspieler Victor McLaglen (1886–1959) veräußerte.
- Ken Curtis (1916–1991), Schauspieler und Country-Sänger, hatte eine Ranch in Clovis und lebte bis zu seinem Tod dort.
- Daryle Lamonica (1941–2022), American-Football-Spieler, besuchte die Clovis High School.

## Nachweise
1. ↑  cityofclovis.com. (abgerufen am 12. Januar 2025).
2. ↑  Explore Census Data Total Population in Clovis city, California. US Census Bureau, abgerufen am 12. Januar 2025 (englisch).